# کتانسرین
کتانسرین (INN ,USAN ,BAN) (با نام تجاری Sufrexal؛ و با کد توسعه R41468) داروییست که از نظر بالینی به عنوان یک کاهنده فشار خون کاربرد دارد و در تحقیقات علمی برای مطالعه سیستم سروتونین، به‌طور خاص خانواده گیرنده ۲ سروتونین (5-HT2)، از آن استفاده می‌شود. این دارو در سال ۱۹۸۰ توسط شرکت جانسن فارماسیوتیکا عرضه شد.